# Giovanni Fabbroni

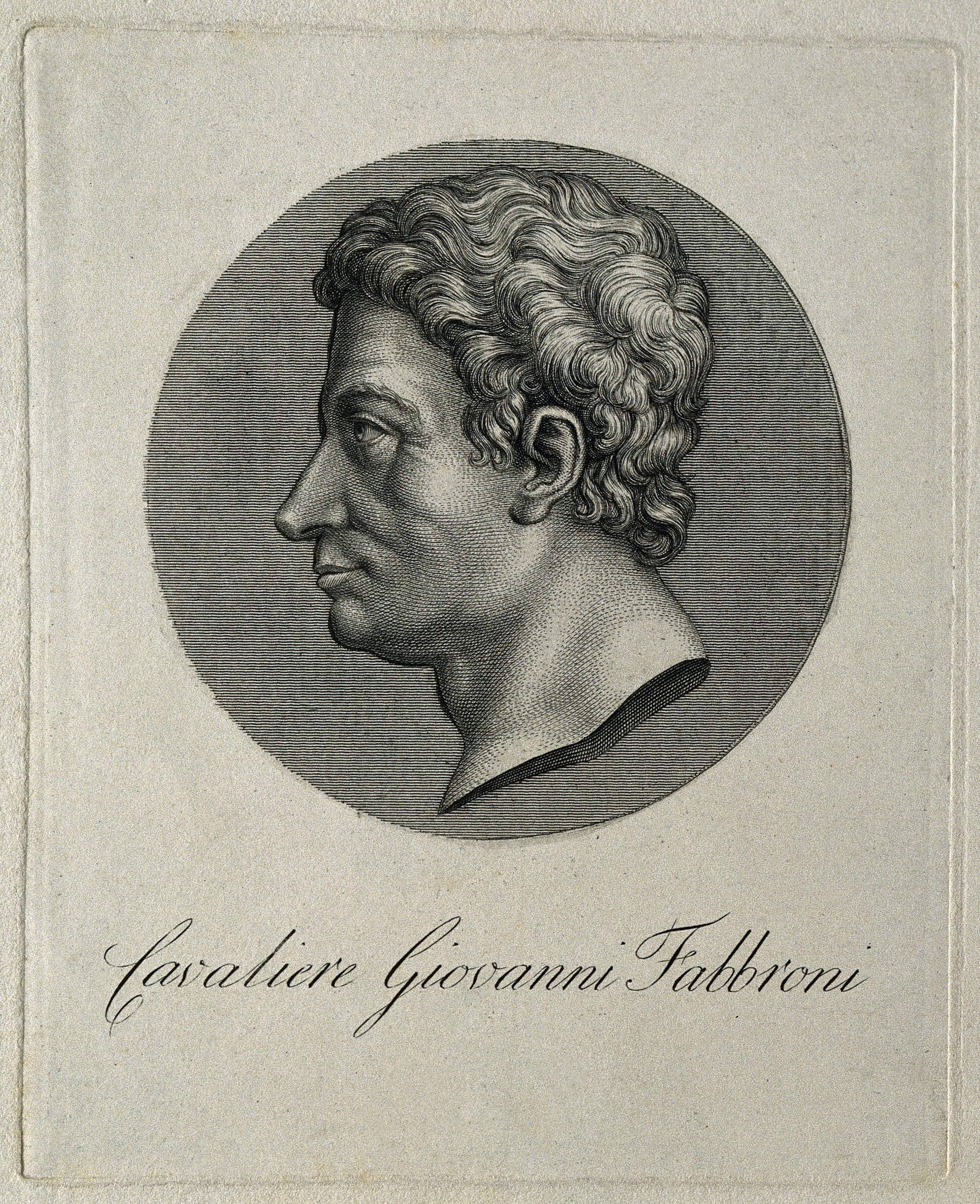
Giovanni Fabbroni (Gravur)

Unterschrift Fabbronis

Giovanni Valentino Mattia Fabbroni (* 13. Februar 1752 in Florenz; † 17. Dezember 1822 ebenda) war ein italienischer Naturforscher, Ökonom, Agronom, Chemiker und Physiker.

## Leben
Giovanni Fabbroni wurde 1752 als Sohn von Orazio Fabbroni und Rosalinda Werner in Florenz geboren, seine Mutter stammte aus Heidelberg.
Nach Studien in Florenz trat er 1773 in den Dienst der Krone und wurde mit der Organisation der Gründung des neuen Museums für Physik und Naturgeschichte in Florenz (Reale Museo di fisica e storia naturale di Firenze) betraut, wobei er mit Felice Fontana zusammenarbeitete. Zur Modernisierung und Erweiterung des Instituts unternahm er 1775 und 1780 Reisen mit Fontana, die ihn unter anderem nach Paris und London führten. Zwischen Ende 1777 und Sommer 1778 hielt er sich in Paris auf, wurde dort in die Freimaurerloge Neuf Sœurs aufgenommen und arbeitete zusammen mit den Chemikern Jean d’Arcet und Hilaire-Marin Rouelle. In dieser Zeit schrieb er auch Réflexions sur l’état actuel de l’agriculture (Überlegungen zum gegenwärtigen Zustand der Landwirtschaft), worin er die Vernetzung von Vegetation, Licht, atmosphärische Umgebung und Humus besprach und Methoden zur Verbesserung der Bodenfruchtbarkeit behandelte. 1783 wurde er in die land- und forstwirtschaftliche Accademia dei Georgofili aufgenommen.
Seit dem 28. September 1798 war Fabbroni Repräsentant von Ferdinand III. (Toskana) in der internationalen Kommission zur Reform der Maße und Gewichte zur Einführung des metrischen Systems. Mitte 1799 kehrte er nach Florenz zurück. Unter anderem wurde er am 19. März 1805 Direktor der dortigen Münzanstalt, was er bis zu seinem Tode blieb. Unter der napoleonischen Herrschaft verschlug es ihn erneut nach Paris, wo er ab 1810 das neue Büro für Brücken- und Straßenbau in den italienischen Departements leitete. Nach dem Sturz Napoleons 1814 kehrte er wieder nach Florenz zurück.
1782 schloss er die Ehe mit Teresa Ciamagnini, ein Jahr später wurde ihr Sohn Leopoldo geboren. Giovanni Fabbroni verstarb am 17. Dezember 1822 in Florenz.
Fabbroni war Mitglied mehrerer akademischer Gesellschaften, unter anderem der Accademia Roveretana degli Agiati in Rovereto, der Accademia dei Georgofili und der Accademia Nazionale delle Scienze detta dei XL. Der Mondkrater Fabbroni wurde 1976 nach Giovanni Fabbroni benannt.